# Viltreservat
| Viltreservat |
| --- |
| Savann i viltreservatet Ngorongoro. - Betydelse – naturskyddsområde där vilda djur är skyddade helt eller delvis från jakt - Användning – vanligt i Afrika - Relaterade begrepp – naturreservat, nationalpark |

Viltreservat är ett naturskyddsområde där vilda djur är helt eller delvis skyddade från jakt. Om jakt är helt förbjuden kan området klassas som ett naturreservat. Fokuset i ett viltreservat är dock mer på de vilda djuren och inte på naturen i sin helhet.
Namnformen viltreservat (engelska: game reserve eller wildlife refuge) är vanligt förekommande i delar av Afrika. Masai Mara viltreservat är en nationalpark som tillsammans med angränsande Serengeti är känt för sin stora fauna av savanndjur. Historiskt har viltreservat i Afrika varit föremål för organiserad jakt för nöjesändamål (safari). Numera sätts fokus mer på de vilda djurens skydd undan jakt; i Sydafrika är det ovanligt med exempelvis lejon utanför viltreservat.